# Karine Chemla

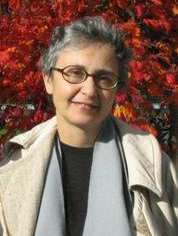
Karine Chemla, 2009

Karine Chemla (* 8. Februar 1957 in Tunis) ist eine französische Mathematikhistorikerin und Sinologin.

## Leben
Chemla studierte 1976 bis 1982 Mathematik an der École normale supérieure de jeunes filles (ENSJF) in Paris und schloss 1979 mit Spezialisierung in Ergodentheorie mit dem Diplôme d’études approfondies (DEA) ab. Danach wandte sie sich der chinesischen Mathematikgeschichte zu und erhielt für die Jahre 1980/81 ein Reisestipendium der Fondation Singer-Polignac, welches ihr ermöglichte am „Institut für Geschichte der Naturwissenschaften“ der Chinesischen Akademie der Wissenschaften in Peking zu forschen. 1982 wurde sie unter Christian Houzel an der Universität Paris XIII mit einer Arbeit über das Werk Meeresspiegel der Kreisberechnung von Li Ye promoviert.
Seit 1982 forscht sie für das CNRS, ab 1986 als Forschungsassistentin und ab 1997 als Forschungsdirektorin. Seit 2001 ist sie Direktorin der Gruppe REHSEIS (Recherches épistémologiques et historiques sur les sciences exactes et les institutions scientifiques) des CNRS und der Universität Paris VII. Sie ist Gastprofessorin an den Hochschulen Universität Nordwestchinas in Xi’an (seit 2005), Jiaotong-Universität Shanghai (seit 2010) und  Hebei-Hochschule des Nordens in Zhangjiakou (alle Volksrepublik China). 2010 war sie Stipendiatin der Chinesischen Akademie der Wissenschaften. Sie war 2007 am Max-Planck-Institut für Wissenschaftsgeschichte in Berlin, war 1994/95 Fellow am Wissenschaftskolleg zu Berlin, 2002 an der Columbia University in New York, 2006 am Dibner Institut des Massachusetts Institute of Technology und 2010 Senior Fellow am Institute for the study of the ancient world der New York University.
Sie befasste sich insbesondere mit chinesischer Mathematikgeschichte und gab mit Guo Shuchun eine kritische zweisprachige chinesisch/französische Ausgabe des Klassikers antiker chinesischer Mathematik, der Neun Bücher arithmetischer Technik (→ Jiu Zhang Suanshu), heraus. Beide Autoren erhielten dafür 2006 den Ikuo Hirayama Preis der Académie des Inscriptions et Belles-Lettres.
Seit 1997 war sie korrespondierendes und ab 2005 Vollmitglied der Académie internationale d’histoire des sciences. 2008 wurde sie mit der Silbermedaille des CNRS ausgezeichnet. Sie spricht auch deutsch und ist Mitglied der Leopoldina (2005). Seit 2013 ist sie ordentliches Mitglied der Academia Europaea. 1998 war sie Invited Speaker auf dem Internationalen Mathematikerkongress in Berlin (History of Mathematics in China: a factor in world history and a source of new questions) und 2016 hielt sie einen Plenarvortrag auf dem Europäischen Mathematikerkongress in Berlin (How has one, and how could one, approach the diversity of mathematical cultures ?). 2019 wurde Chemla in die American Philosophical Society gewählt, für 2020 wurde ihr der Otto Neugebauer Prize der European Mathematical Society zugesprochen.

## Interpretation des Satzes von Pythagoras in den Neun Büchern nach Chemla
Die folgenden Bilder geben ein Diagramm aus dem chinesischen Mathematikklassiker der Neun Bücher wieder und dessen Interpretation zum Beweis des Satzes von Pythagoras nach der kritischen Ausgabe von Karine Chemla.

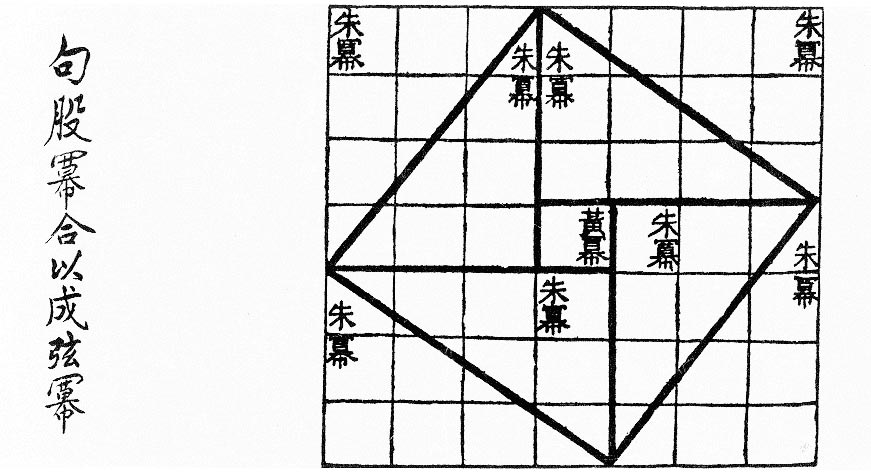
Diagramm aus den Neun Büchern
Interpretation durch Chemla, Quadrate der Seitenlängen 3,4 über den Katheten zum Beispiel von Dreieck 1
Interpretation durch Chemla, Fortsetzung, Das große Quadrat, entsprechend dem Hypotenusenquadrat, hat denselben Flächeninhalt wie die Summe der Kathetenquadrate.

## Schriften
- mit Guo Shuchun: Les neuf chapitres. Le classique mathématique de la Chine ancienne et ses commentaires. Edition critique bilingue. Dunod, Paris 2004, ISBN 2-10-007778-3.
- als Herausgeberin mit: Francesca Bray, Fu Daiwie, Huang Yi-Long, Georges Métailié: La scienza in Cina. In: Sandro Petruccioli (Hrsg.): Storia della scienza. Band 2: Cina, India, Americhe. Istituto della Enciclopedia italiana, Rom 2001, S. 1–608.
- Euler’s Work in Spherical Trigonometry: Contributions and Applications. In: Patricia Radelet-de Grave; David Speiser (Hrsg.): Leonhardi Euleri Commentationes physicae ad theoriam caloris, electricitatis et magnetismi pertinentes (= Leonhardi Euleri opera omnia. Serie 3: Opera physica, miscellanea. Bd. 10). Birkhäuser, Basel 2004, ISBN 3-7643-1469-9, S. CXXV–CLXXXVII.
- als Herausgeberin History of science, history of text (= Boston studies in the philosophy of science. 238). Springer, Dordrecht 2004, ISBN 1-4020-2320-0.
- als Herausgeberin mit Florence Bretelle-Establet: Qu’était-ce qu’écrire une encyclopédie en Chine? In: Extrême-Orient, Extrême-Occident. Hors-Série 2007, S. 7–18, (online).